# Hodejovec
Hodejovec é um município da Eslováquia, situado no distrito de Rimavská Sobota, na região de Banská Bystrica. Tem 11,33 km² de área e sua população em 2018 foi estimada em 178 habitantes.

## Demografia
| Ano:        | 1994 | 2004   | 2014   | 2024    |
| ----------- | ---- | ------ | ------ | ------- |
| Broj ljudi: | 206  | 196    | 197    | 157     |
| Razlika:    |      | -4,85% | +0,51% | -20,30% |

| Ano:               | 2023 | 2024   |
| ------------------ | ---- | ------ |
| Número de pessoas: | 158  | 157    |
| Diferença:         |      | -0,63% |